# Robert Sidney, II conte di Leicester
Robert Sidney (Barnard Castle, 1º dicembre 1595 – Penshurst, 2 novembre 1677) è stato un nobile e politico inglese.

## Biografia
Era figlio di Robert Sidney, I conte di Leicester e della prima moglie Barbara Gamage e nacque nel castello di Barnard.
Come il padre, venne educato presso il Christ Church (Oxford). Nel 1610 fu creato cavaliere dell'Ordine del Bagno quando il principe Enrico divenne principe di Galles. Fu eletto membro del parlamento per Wilton nel 1614.
Servì nell'esercito nei Paesi Bassi durante il governo di Flushing di suo padre e gli venne affidato il comando del reggimento inglese in Germania nel 1616.
Nel 1618 divenne membro del Gray's Inn.
Fu rieletto membro del parlamento per il Kent nel 1621 mentre nel 1624 venne eletto per il Monmouthshire.
Nel 1626 acquisì il titolo di suo padre divenendo secondo conte di Leicester.
Nel 1631 iniziò la costruzione della Leicester House, enorme dimora situata nell'odierna Leicester Square a Londra. Si interessò ad affari diplomatici in Danimarca nel 1632 e intraprese ulteriori lavori diplomatici in Francia tra il 1636 e il 1641.
Lord Leicester venne poi nominato Lord luogotenente d'Irlanda al posto di Thomas Wentworth, I conte di Strafford. Quando il governatorato di Dublino rimase vacante, Leicester nominò George Monck. Carlo I d'Inghilterra tuttavia annullò la nomina in favore di Charles Lambart, I conte di Cavan.
Nel 1643 egli si dimise senza aver messo piede in Irlanda.
Morì a Penshurst all'età di 81 anni.

## Matrimonio e discendenza
Sidney sposò Dorothy Percy, figlia di Henry Percy, IX conte di Northumberland. Ebbero in tutto dodici figli tra cui:
- Dorothy Sidney (1617–1683), sposata con Henry Spencer, I conte di Sunderland e poi con Robert Smith.;
- Philip Sidney, III conte di Leicester (1619–1697), che sposò Lady Catherine Cecil, figlia di William Cecil, II conte di Salisbury;
- Henry Sidney, I conte di Romney, morto celibe e senza figli;
- Algernon Sidney, morto celibe e senza figli;
- Robert Sidney, morto giovane;
- Lucy Sidney (1685-?), sposata con Sir John Pelham, III baronetto.

Philip ed Algernon sostennero la causa parlamentare durante la guerra civile inglese.